# Nina Bocharova
Nina Bocharova, (en ucraniano: Ніна Антонівна Бочарова, Suprunivka, Óblast de Poltava, República Socialista Soviética de Ucrania, Unión Soviética, 24 de septiembre de 1924 - 30 de agosto de 2020) fue una gimnasta artística soviética, ganadora de cuatro medallas —dos de oro y dos de plata— en las Olimpiadas de Helsinki 1952.

## Carrera deportiva
Su gran éxito lo obtuvo en los JJ. OO. de Helsinki 1952 logrando el oro en equipo —por delante de las húngaras y checoslovacas—, oro en viga de equilibrio —por de su compatriota la soviética Maria Gorokhovskaya y la húngara Margit Korondi—, plata en equipo con aparatos (una modalidad similar a la gimnasia rítmica actual) —tras las suecas y por delante de las húngaras— y otra plata en la general individual, tras Maria Gorokhovskaya y delante de Margit Korondi.
Dos años después, en el Mundial de Roma 1954 consiguió el oro en el concurso por equipos, por delante de las húngaras y checoslovacas.